# Černčice
Černčice (deutsch Tscherntschitz) ist eine Gemeinde in Tschechien. Sie liegt vier Kilometer südwestlich von Nové Město nad Metují (Neustadt an der Mettau) und gehört zum Okres Náchod.

## Geographie

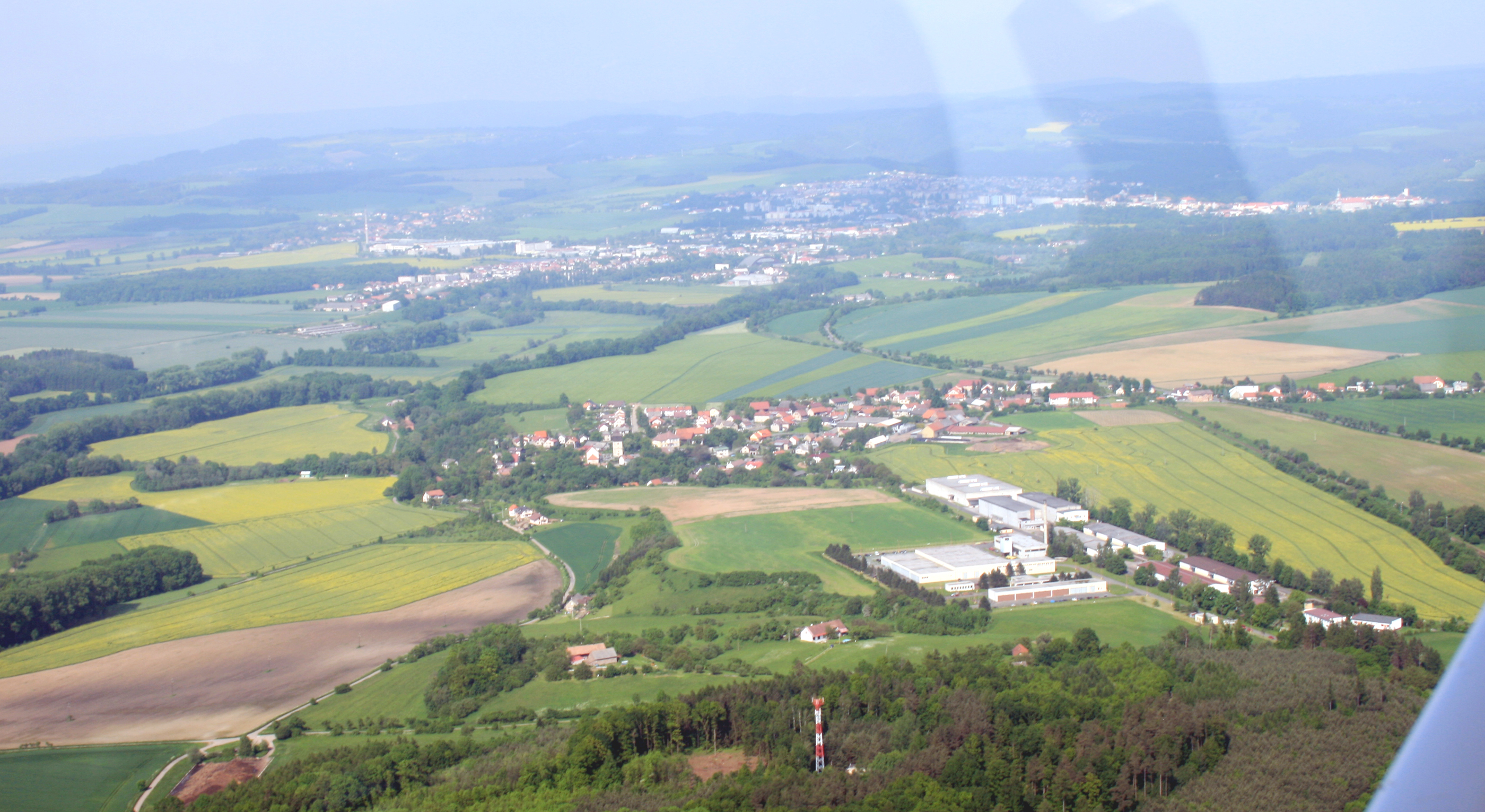
Luftbild

Černčice befindet sich im Adlergebirgsvorland linksseitig der Metuje (Mettau) am Bach Černčický potok und am Kanal Mlýnský náhon. Südwestlich erhebt sich der Hügel Horka (324 m) und im Süden der Králíčkův kopec (330 m). Durch den Ort führt die Eisenbahnstrecke zwischen Meziměstí und Týniště nad Orlicí. Nördlich liegt der Stausee Rozkoš.
Nachbarorte sind Doubravice im Norden, Krčín und Nové Město nad Metují im Nordosten, Spy im Osten, Vršovka im Südosten, Bohuslavice im Süden, Homole und Slavětín nad Metují im Südwesten, Osíček und Dolsko im Westen sowie Nahořany im Nordwesten.

## Geschichte
Černčice wurde im Jahre 1312 erstmals urkundlich erwähnt. Die Veste an der Mettau war der Sitz des Adelsgeschlechts Černčický. 1483 übernahm Jan Černčický von Kácov, dem auch Krčín gehörte, die Güter; er gründete 1501 die Stadt Nové Město Hradište nad Medhují und übertrug die Rechte und königlichen Privilegien von Krčín dorthin.
Bis zur Aufhebung der Patrimonialherrschaften blieb Černčice nach Nové Město nad Metují untertänig. Ab 1850 gehörte die Gemeinde Černčice zum Bezirk Nové Město nad Metují. Nach dem Zweiten Weltkrieg wurde das Dorf in den Okres Dobruška umgegliedert und gehört seit dessen Auflösung im Jahre 1960 zum Okres Náchod.

## Ortsteile
Für die Gemeinde Černčice sind keine Ortsteile ausgewiesen. Zu Černčice gehören die Ansiedlungen Homole und Osíček.

## Sehenswürdigkeiten

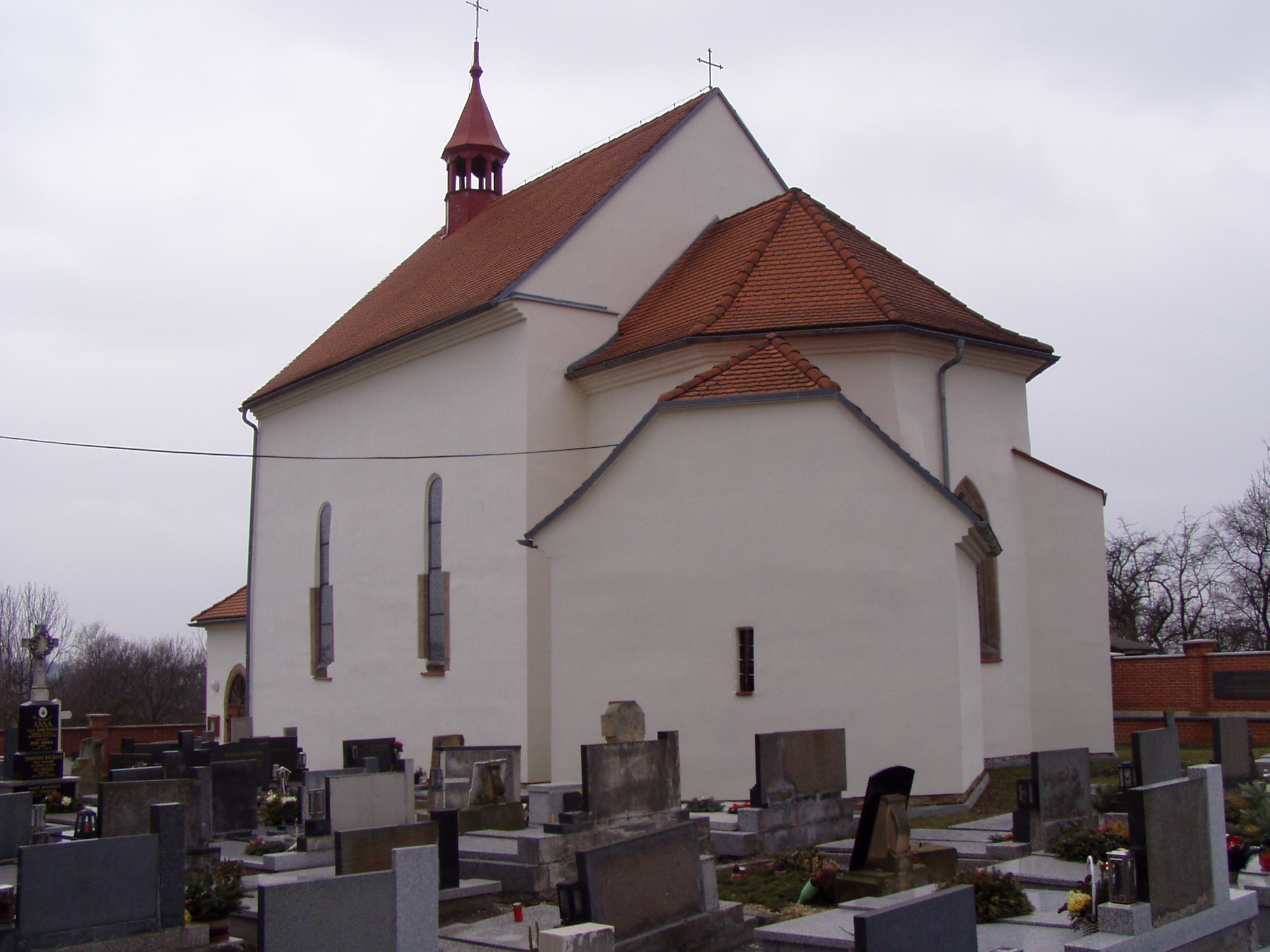
Kirche Jakobus des Älteren

- Kirche Jakobus des Älteren, einschiffige gotische Bau, erbaut im 14. Jahrhundert, gotische Grabsteine der Familie Černčický, zinnerne Taufkessel (1585)
- Vierstöckiger wehrhafter Glockenturm, errichtet 1613; Aussichtsturm – nach Absprache geöffnet
- Hl. Wenzelsstatue – (1816)